# Muzeum Witt

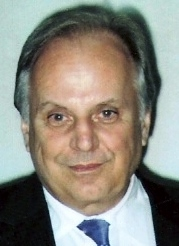
Thomas J. Witt

Muzeum Witt Mnichov (MWM) je muzeum s největší sbírkou můr na světě, nacházející se v Mnichově, Tengstrasse 33. Muzeum bylo založeno v roce 1980 Thomasem Wittem. Členové jeho rodiny jsou významní němečtí podnikatelé, jeho děd byl zakladatelem německé zásilkové firmy Witt Weiden. Kolekce obsahuje 10 milionů exemplářů z celého světa a muzeum má i bohatou odbornou knihovnu.